# Michael Succow
Michael Succow (né le 21 avril 1941 à Lüdersdorf près de Bad Freienwalde) est un biologiste et un écologiste allemand. Il a particulièrement étudié l'écologie des landes et sa typologie des landes est aujourd'hui utilisée comme une stratégie de classification normalisée des landes.
Il est lauréat du Prix Nobel alternatif et du prix allemand de l'environnement.

## Biographie

### Études
Michael Succow a étudié la biologie à l'Université de Greifswald, de 1960 jusqu'en 1965, où il est resté quatre ans comme collaborateur scientifique. 
Au cours du printemps de Prague (février à août 1968), quand Michael Succow sympathise ouvertement avec les réformistes, il est pressé par les autorités de quitter l'Université. 
En 1970, Michael Succow termine sa thèse sur la végétation Moor.
Il travaille ensuite en Mongolie, pendant plusieurs mois, avant de devenir collaborateur scientifique au Ministère de l'Agriculture et à l'Académie des Sciences Agricoles de la République démocratique allemande. Cette position l'a aidé à devenir professeur à l'Académie en 1987.

### Réformes écologiques en RDA
À la chute du mur de Berlin en 1990, Michael Succow est, pendant 5 mois, secrétaire d'État chargé de l'environnement en RDA. Lors de la dernière réunion du Conseil des Secrétaires, avant la réunification de l'Allemagne, il obtient la création de cinq parcs nationaux et six réserves de biosphère, soit 7 % de la nation. Ces décisions lui valent le Prix Nobel alternatif en 1997.
Après la réunification allemande, Michael Succow accepte un poste de professeur invité à l'Université de Berlin. Puis, il travaille comme consultant pour l'État de Brandebourg ainsi que sur le plan international, (ouverture sept parcs nationaux en Géorgie).
En 1992, professeur de géobotanique et d'écologie du paysage, à l'Université de Greifswaldet, il devient directeur du département de botanique et du jardin botanique.

### Consultant des "républiques russes"
Après 1990, Michael Succow est consultant dans un certain nombre de pays de l'ancien Pacte de Varsovie ainsi que dans l'Asie centrale et Asie de l'Est, en vue de créer des réserves naturelles (y compris un certain nombre de sites du patrimoine naturel mondial de l'UNESCO) dans le Kamtchatka, la rivière Lena Delta, la Carélie, le Kirghizistan, le Kazakhstan, l'Ouzbékistan, la Mongolie, la Géorgie, la Russie et le Bélarus.
Avec l'argent du prix Nobel alternatif, la "Fondation Michael Succow pour la protection de la nature" a, par exemple, aidé l'Azerbaïdjan à créer un programme des parcs nationaux.

### Engagement
Tout en poursuivant son travail de conseiller scientifique d'un certain nombre d'organisations environnementales, Michael Succow s'engage dans une forme d'activisme mondial en faveur de la biodiversité et du droit des peuples de disposer d'eux-mêmes, ainsi par exemple :
- En 2005, Michael Succow, avec douze autres lauréats du Prix Nobel alternatif, signe une demande d'abrogation de l'article 81 de Paul Bremer[Note 1] qui vise à empêcher les agriculteurs irakiens d'utiliser leurs anciennes variétés de semences et de cultures, et à les obliger à dépendre de l'entreprise ayant breveté des semences génétiquement modifiées[Note 2]. Car, les variétés traditionnelles de cultures en Irak, qui ont évolué pendant des milliers d'années, ne sont pas seulement l'héritage de paysans irakiens, mais elles sont l'héritage mondial[3].

## Reconnaissance
Michael Succow est récipiendaire du prix Nobel alternatif en 1997, « pour son engagement à préserver les écosystèmes naturels et les zones naturelles exceptionnelles pour les générations futures. ».
En 2015, il est récipiendaire du prix allemand de l'environnement, le prix montant le plus haut en Europe.

## Citation
"Notre tâche est d'examiner et de planifier une gestion durable des terres et de la mer afin qu'ils produisent le plus possible de richesses génétiques et écologiques et que le prochain siècle  soit un cadre stable et durable."

## Œuvres
- (de) Michael Succow, Die Krise als Chance : Naturschutz in neuer Dimension, Neuenhagen, Findling, 2001, 1re éd., 196 p. (ISBN 978-3-933603-10-4, OCLC 52668168)